# Esturmião
Esturmião foi um conde de origem carolíngia e governante de Narbona. Governou entre 800 e 811. Foi antecedido no governo do condado por Magnário, tendo sido seguido por Quixila.